# Stormen Ole
Ole var en en storm, der hovedsageligt ramte Norge d. 7. februar 2015. Meteorologisk institutt udsendte varsel om ekstremvejr allerede den 5. februar 2015 for Trøndelag, Helgeland, Salten, Lofoten, Vesterålen, Ofoten og Troms. Det blev varslet om bølgehøjder på mellem 12 og 14 meter, med enkelte bølger op mod 22 til 25 meter.
Som følge af den varslede storm blev 18 personer på øgruppen Givær, med et højeste punkt på 12 meter, i Bodø evakueret til Bodø by. Hændelsen betegnes at være for første gang i historien at Givær er blevet evakueret. 
En række skibe søgte nødhavn, og driften af en række færge- og hurtigbådsruter. Kommuner havde ekstra beredskab, og folk blev bedt om at forberede sig på et eventuelt bortfald af strømforsyningen.
Al trafik til og fra Bodø Lufthavn blev indstillet, og flere afgange fra Københavns Lufthavn til Gardermoen i Oslo blev også aflyst.

## Virkning
Fra Midt-Norge til Troms mistede omkring 24.000 strømkunder elektricitetsforsyningen som følge af orkanen. I Nord- og Sør-Trøndelag var omkring 8.000 uden strøm og i Lofoten, som var værst ramt, gik det ud over omkring 18.000 husstande. Lige efter orkanen blev der rapporteret omkring 1.000 skader til forskellige forsikringsselskaber.
I Danmark gav Ole kuling og vindstød af stormstyrke. Kørsel med særligt høje og vindfølsomme køretøjer blev frarådet på Storebæltsbroen og Øresundsbroen blev frarådet fra omkring 16:30 d. 7. til 10:45 d. 8.